# U8 (Berlin)
U8 je linija berlinskog U-Bahna. Prometuje u dužini od 18 kilometara i ima 24 stanice. 

Stanice:
- Wittenau (S1) (S85)
- Rathaus Reinickendorf
- Karl-Bonhoeffer-Nervenklinik (S25)
- Lindauer Allee
- Paracelsus-Bad
- Residenzstraße
- Franz-Neumann-Platz
- Osloer Straße (U9)
- Pankstraße
- Gesundbrunnen (S1) (S2) (S25) (S4x) (DB)
- Voltastraße
- Bernauer Straße
- Rosenthaler Platz
- Weinmeisterstraße
- Alexanderplatz (U2) (U5) (S5) (S7) (S75) (S9) (DB)
- Jannowitzbrücke (S5) (S7) (S75) (S9)
- Heinrich-Heine-Straße
- Moritzplatz
- Kottbusser Tor (U1)
- Schönleinstraße
- Hermannplatz (U7)
- Boddinstraße
- Leinestraße
- Hermannstraße (S4x)

## Datumi otvaranja dionica linije
- 17. srpnja 1927.: Schönleinstraße - Boddinstraße
- 12. veljače 1928.: Schönleinstraße - Kottbusser Tor
- 6. travnja 1928.: Heinrich-Heine-Straße - Kottbusser Tor
- 4. kolovoza 1929.: Boddinstraße - Leinestraße
- 18. travnja 1930.: Gesundbrunnen - Heinrich-Heine-Straße
- 2. listopada 1977.: Osloer Straße - Gesundbrunnen
- 27. travnja 1987.: Paracelsus-Bad - Osloer Straße
- 24. rujna 1994.: Wittenau (Wilhelmsruher Damm) - Paracelsus-Bad
- 13. srpnja 1996.: Leinestraße - Hermannstraße

## Vanjske poveznice
- Linija U8  Arhivirana inačica izvorne stranice od 13. ožujka 2007. (Wayback Machine) (pdf, 195 KB)